# Jetel prostřední

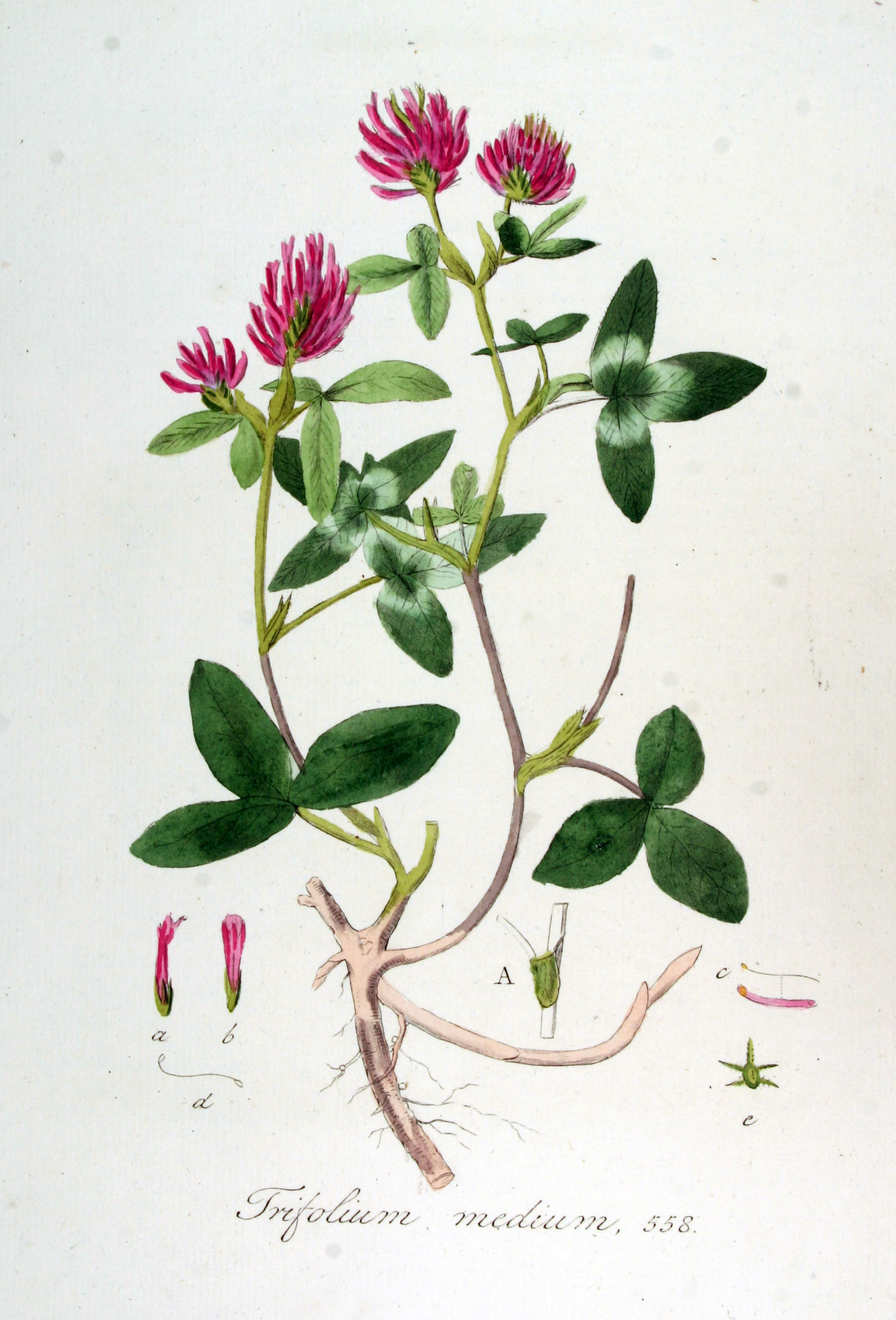
Nákres jetele prostředního

Jetel prostřední (Trifolium medium) je vytrvalý, planě rostoucí druh jetele s velkými, karmínově červenými hlávkami květů. Je původní rostlinou v české přírodě a bývá pokládán za perspektivní pícninářskou bylinu.

## Výskyt
Je původní druh na většině území Evropy, v západní Sibiři, oblastech okolo Kavkazu, v Malé Asii a na severovýchodě Afriky. S příchodem evropských osadníků byl zanesen hlavně do Severní Ameriky. V současností roste běžně téměř v celém mírném pásu severní polokoule a vzácněji též na západě Jižní Ameriky, východě a jihu Afriky, jihu Austrálie i na Novém Zélandu.
V České republice se roztroušeně až hojně vyskytuje od nižších pahorkatin do hor, nejvíce však je ho ve středních polohách. Většinou ale chybí v teplých a suchý oblastech, jako jsou Pálava a Lounsko.

## Ekologie
Je to druh poměrně vytrvalý, na stanovišti vytrvává okolo šesti let. Není náročný na půdní a klimatické podmínky, je odolný proti vymrzání a v některých oblastech je výnosnější než jetel zvrhlý a má i vyšší obsah proteinů než jetel plazivý. Jeho kořenový systém sahá poměrně hluboko a proto dobře odolává sušším podmínkách a je vhodný proti půdní erozi. Z oddenků velmi silně odnožuje a brzdí tak okolní rostliny. Na jaře vyrůstá poměrně pozdě a začíná kvést až v červnu, prvá semena dozrávají v srpnu. Mladé rostliny často kvetou až ve druhém roce.
Ve volné přírodě se vyskytuje na vlhkých až sušších lokalitách s malou zásobou živin v půdě. Typicky roste na mezích, loukách, pastvinách a po světlých okrajích lesů a remízků, na pH půdy není příliš citlivý. Na jeho kořenech se nacházejí hlízkové bakterie, které vážou vzdušný dusík a rostlina ho využívá.

## Popis
Vytrvalá bylina s kůlovitým kořenem a výběžkatým oddenkem, ze kterého vyrůstají vystoupavé, méně často poléhavé, lodyhy dlouhé 20 až 50 cm. Často v uzlinách zprohýbané, někdy červenavě naběhlé lodyhy se řídce větví, jsou lysé nebo mají kratičké chloupky; jsou porostlé trojčetnými listy s řapíky a palisty, délka řapíků se směrem vzhůru zkracuje. Lístky s kratičkými řapíčky jsou vejčitě eliptické až podlouhlé kopinaté, velké 15 až 55 × 6 až 20 mm a na vrcholu jsou tupé nebo špičaté. Mají 1 až 12 laterálních žilek, po obvodě bývají jemně pilovité a brvité, na rubu jemně chlupaté, na líci holé a někdy mají světlé půlměsíční skvrny. Palisty jsou bylinné, téměř z poloviny přirostlé k řapíku a pozvolna se zužující do dlouhé špičky.

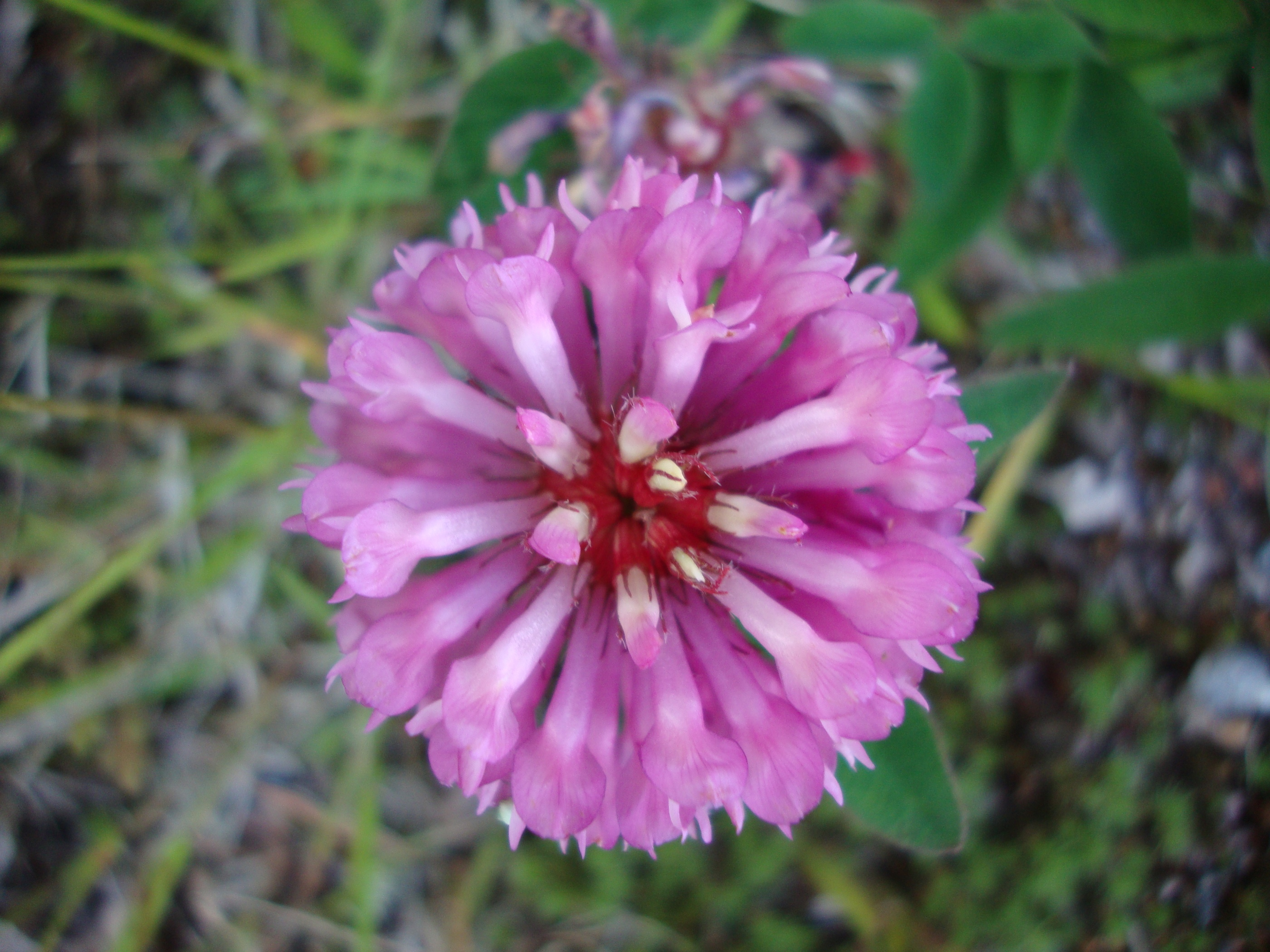
Květenství

Květenství je přisedlá, po odkvětu krátce stopkatá, kulovitá nebo vejčitá hlávka o velikosti do 3 cm rostoucí na vrcholu lodyhy nebo větve. Přisedlé květy dlouhé 13 až 20 mm nemají listeny. Kalich je desetižilný, horní cípy jsou kratší než spodní i než lysá kališní trubka. Koruna je dvojnásobně delší než kalich a je purpurově červená až fialová, její okrouhlá pavéza je delší než křídla i člunek.V květu je deset dvoubratrých tyčinek a jedna blizna. Květy produkující hodně nektaru jsou pro poměrně dlouhou korunní trubku včelám špatně přístupné a bývají opylovány hlavně čmeláky.
Plody jsou vejčité, nepukavé lusky s krátkým zobánkem. Obsahují trojhranná, nesouměrná, srdčitě vykrojená semena asi 2 mm dlouhá. Semena bez skarifikace klíčí velmi pozvolna.

## Význam
Jetel prostřední je sice považován za nekulturní jetelovinu, bývá ale někdy součásti jetelotravních směsek, snáší kosení i dvakrát ročně. Zvířaty je do doby květu dobře přijímán, pak jeho lodyhy dřevnatí. Pěstuje se také jako pícnina odolná vůči mnoha chorobám, např. virózám a padlím. Je perspektivní při zakládání druhově bohatších luk nebo ovčích pastvin. Dlouhé vytrvalosti jetele prostředního se hodlá využívat, připravuje se jeho křížení s jetelem lučním.